# Byzaanchy

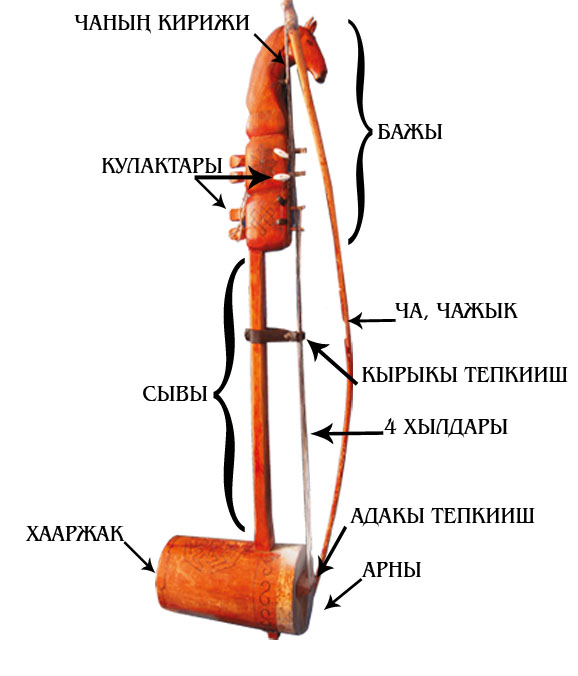
Byzaanchy

Le byzaanchy (touvain : бызаанчы ; russe : Бизанчи), également translittéré en byzanchi ou byzanchie, est une  vièle à quatre cordes de la musique touvaine. La caisse de résonance est en bois.

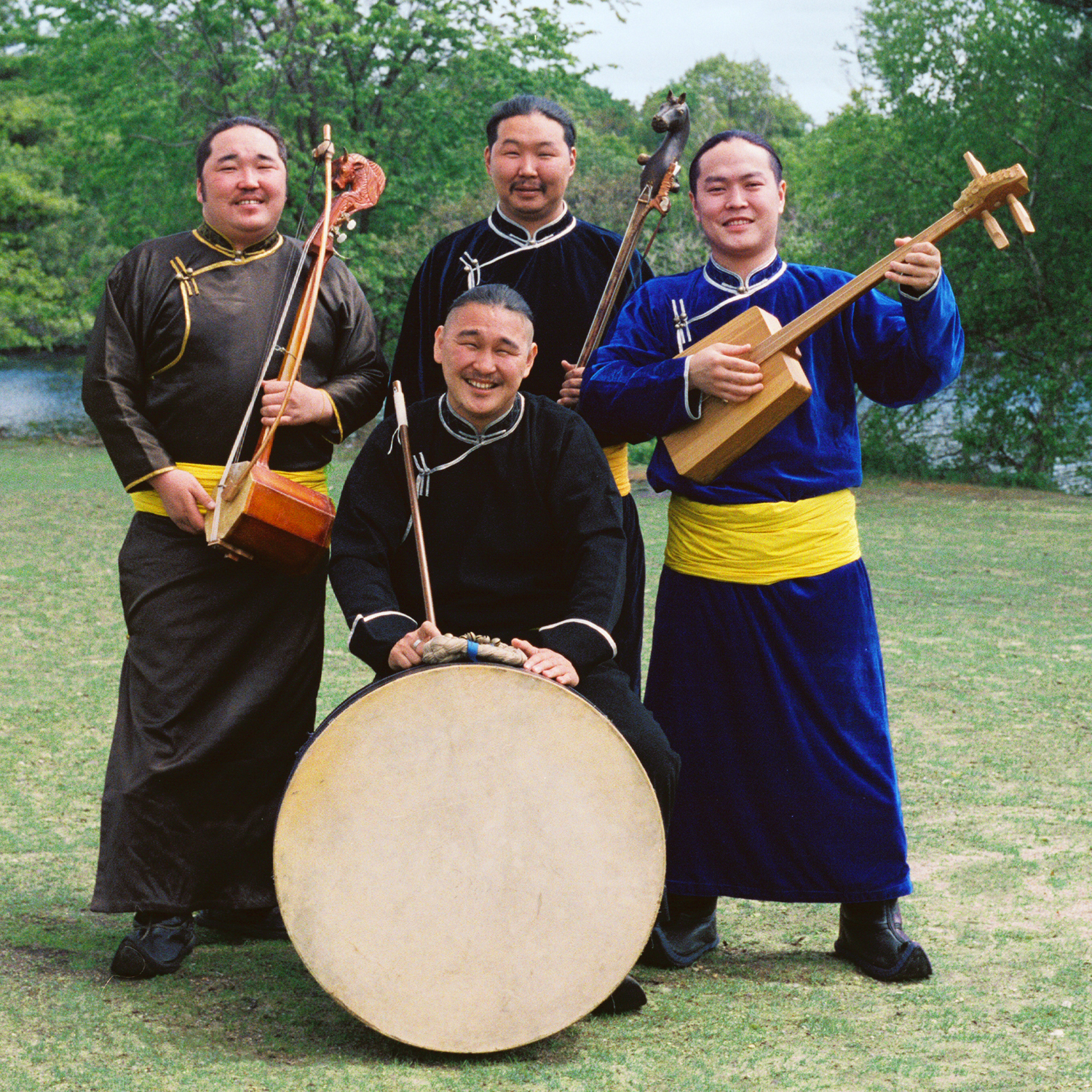
Byzaanchy à gauche au sein de l'ensemble Alash